# بيزو كوبي
البيزو الكوبي ( peso cubano باللغة الإسبانية ، رمز ISO 4217 : CUP) والمعروف أيضًا باسم moneda nacional (باللغة الإسبانية تعني "العملة الوطنية")، وهي العملة الرسمية لكوبا.
كان البيزو الكوبي متداولًا تاريخيًا على قدم المساواة مع الدولار الفضي الإسباني الأمريكي من القرن السادس عشر إلى القرن التاسع عشر، ثم على قدم المساواة مع الدولار الأمريكي من عام 1881 إلى عام 1959. ثم قدمت حكومة كاسترو الاقتصاد المخطط الاشتراكي وربطت البيزو بالروبل السوفييتي.

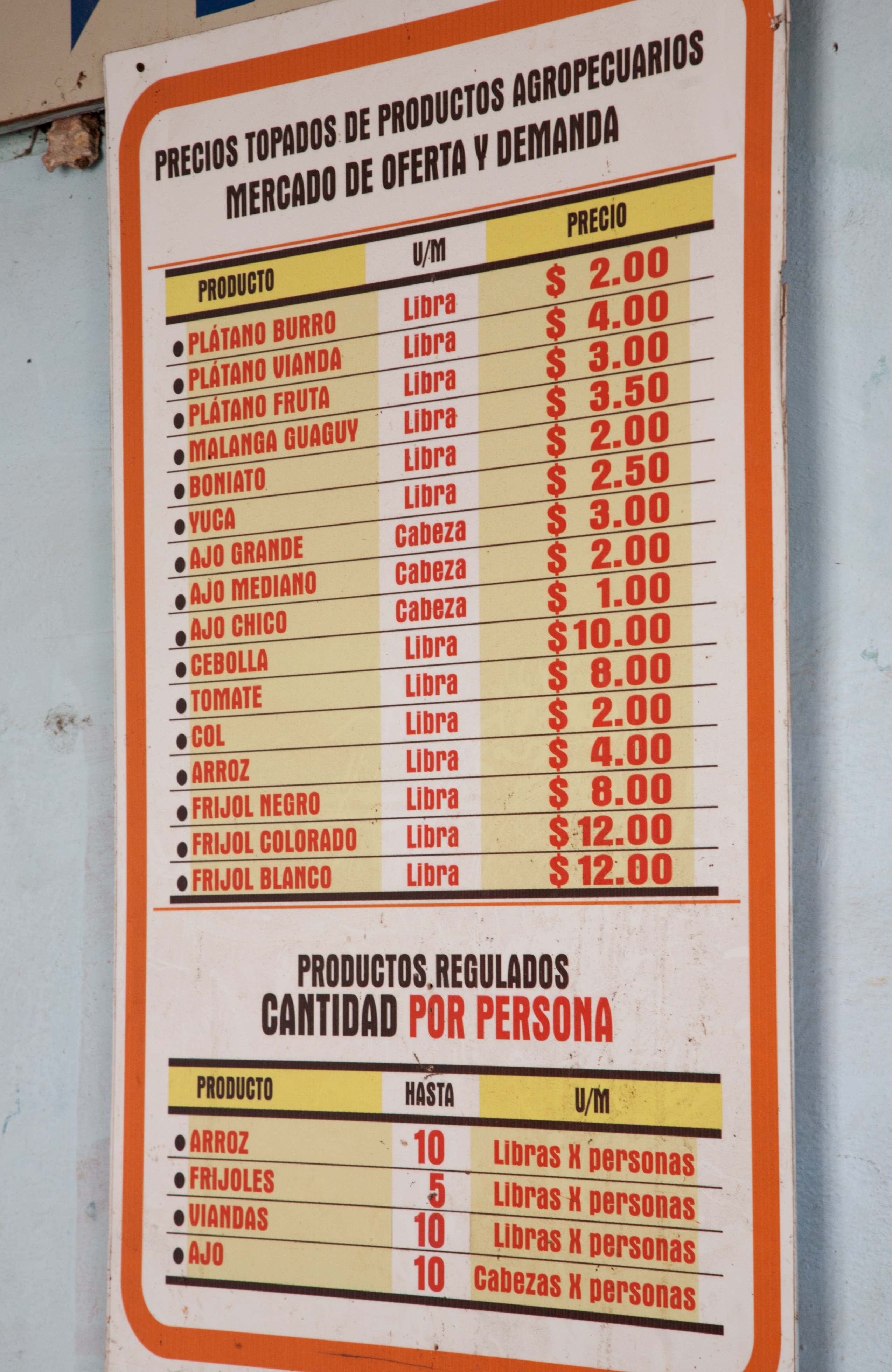

أدى انهيار الاتحاد السوفيتي عام ١٩٩١ إلى فترة خاصة ‏ شهدت تكيفات اقتصادية صعبة في كوبا. من عام ١٩٩٤ إلى عام ٢٠٢٠، كان البيزو الكوبي متداولاً بالتزامن مع البيزو الكوبي القابل للتحويل (رمزه ISO ٤٢١٧ "CUC"؛ يُنطق بالعامية "كوك" على عكس CUP، الذي يُنطق غالبًا "كوب")، والذي كان قابلاً للتحويل ومثبتاً مقابل الدولار الأمريكي، وكان متاحاً للجمهور بسعر صرف ١ دولار أمريكي = ١ CUC = ٢٥ CUP. مع ذلك، كان للشركات الحكومية في ظل الاقتصاد الاشتراكي المخطط الحق في تحويل CUP إلى CUC والدولار الأمريكي بالسعر الرسمي المدعوم وهو ١ دولار أمريكي = ١ CUC = ١ CUP، ضمن حدود محددة.
اعتبارًا من 1 يناير 2021، طبّقت كوبا ما يُسمى "يوم الصفر" للتوحيد النقدي، والذي ألغى البيزو الكوبي القابل للتحويل، بالإضافة إلى سعر صرف كوب واحد مقابل الدولار الأمريكي للمؤسسات الحكومية. ومنذ ذلك الحين، أصبح البيزو الكوبي العملة القانونية الوحيدة في كوبا، وحُوِّلَ البيزو الكوبي القابل للتحويل بسعر 24 بيزو كوبي عادي مقابل بيزو كوبي قابل للتحويل، وأصبح سعر الصرف الرسمي الموحد 24 بيزو قابل للتحويل مقابل الدولار الأمريكي ساريًا في المعاملات العامة والخاصة. إلا أن الطلب على العملة الصعبة جعل أسعار الصرف هذه غير متاحة في السوق غير الرسمية.

## تاريخ

### قبل عام 1994
قبل عام ١٨٥٧، كانت الريالات الإسبانية والريالات الاستعمارية الإسبانية ‏ متداولة في كوبا. ومنذ ذلك الحين، صدرت أوراق نقدية مخصصة للاستخدام في كوبا. كانت هذه الأوراق مقومة بالبيزو، حيث كان البيزو يساوي ٨ ريالات. ومنذ عام ١٨٦٩، صدرت أوراق نقدية عشرية مقومة بالسنتافو، بواقع ١٠٠ سنتافو لكل بيزو. وفي عام ١٨٨١، رُبط البيزو بالدولار الأمريكي بالقيمة الاسمية. واستمر إصدار العملة ورقيًا فقط حتى عام ١٩١٥، عندما صدرت أولى العملات المعدنية.
في عام ١٩٦٠، انخفض سعر البيزو بعد أن فرضت الولايات المتحدة حظرًا على كوبا وعلقت حصة السكر. ثم أدخل فيدل كاسترو الاقتصاد الاشتراكي المخطط إلى كوبا، واتخذ الاتحاد السوفيتي شريكًا اقتصاديًا جديدًا له، ورُبط البيزو الكوبي بالروبل السوفيتي بنفس سعر صرف الدولار الأمريكي (أي بأربعة روبلات قبل الإصلاح النقدي عام ١٩٦١ ‏ ، و٠.٩ روبل سوفيتي (٩٠ كوبيكًا من الروبل الجديد) بعد ذلك).
كان تداول العملات الأجنبية احتكارًا حكوميًا في ظل الاقتصاد الاشتراكي المخطط، ولم يكن بإمكان عامة الناس شراؤها بالبيزو الكوبي. لذلك، استُبدلت العملات الأجنبية بعملات المعهد الوطني للسياحة (INTUR) من عام ١٩٨١ إلى عام ١٩٨٩، وبشهادات صرف أجنبي ‏ من البنك الوطني الكوبي منذ عام ١٩٨٥. ثم استخدم الزوار هذه العملات أو الشهادات لشراء بعض السلع الكمالية غير المتاحة للشراء بالعملة الوطنية.

### كوب وكوك، 1994-2020

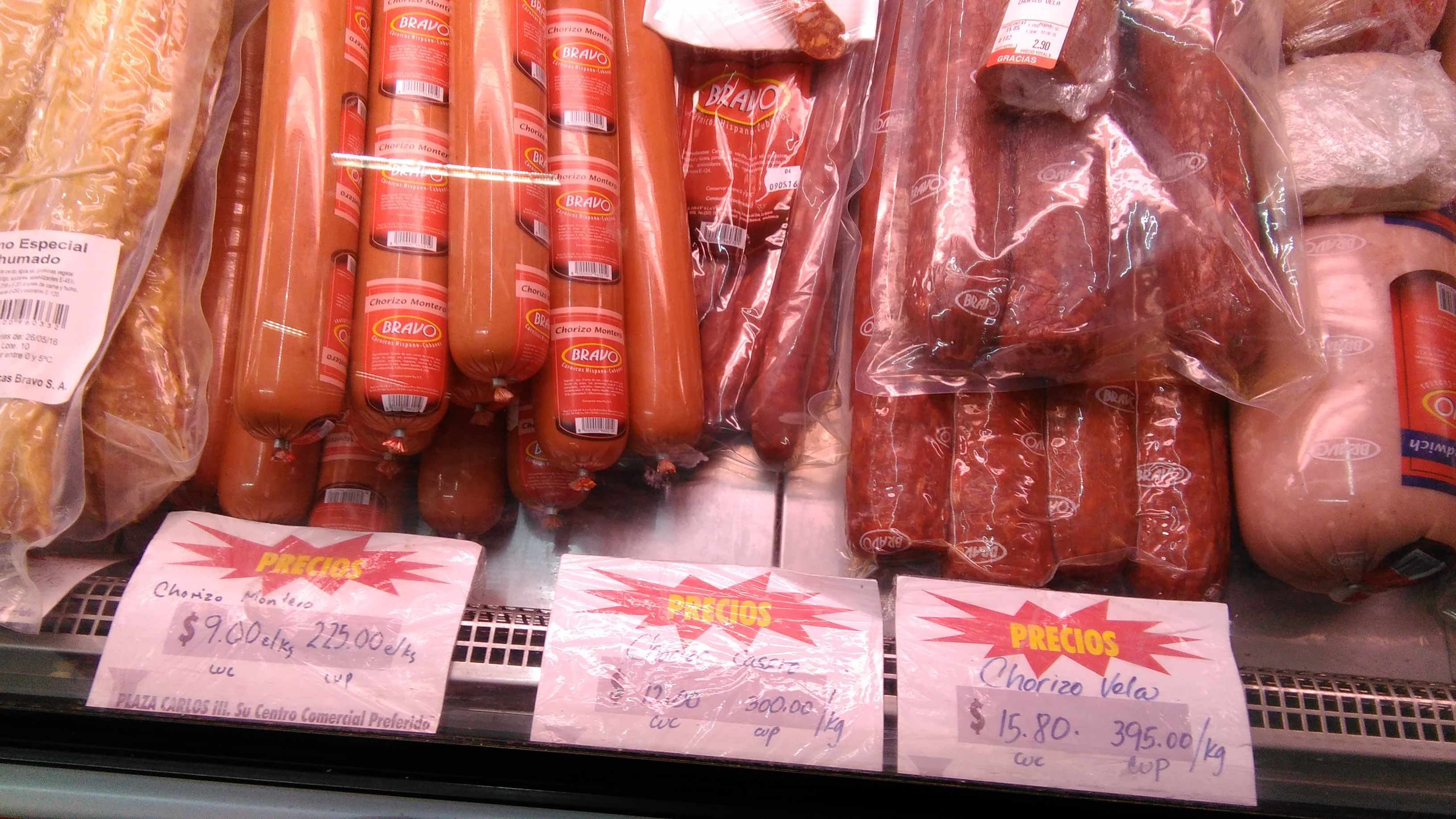

### أسعار السلع الخاضعة لسيطرة الأسعار بالكوب (البيزو الكوبي العادي) اعتبارًا من عام 2011.
أدى انهيار الاتحاد السوفيتي عام ١٩٩١ إلى فترة خاصة ‏ صعبة من التعديلات الاقتصادية، تطلبت الحصول على النقد الأجنبي لسداد ثمن النفط وغيره من السلع المستوردة، والتي كان من السهل الحصول عليها من كوبا. في عام ١٩٩٣، أصبح الدولار الأمريكي عملة قانونية  : الثاني عشر لتشجيع العملة الصعبة التي تشتد الحاجة إليها على دخول الاقتصاد، وفقد البيزو الكوبي الكثير من قيمته مع انخفاض سعر صرفه في السوق الحرة إلى 125 كوب/دولار أمريكي.
في عام ١٩٩٤، طُرح البيزو الكوبي القابل للتحويل (CUC) بسعر مساوٍ للدولار الأمريكي، وجرى تداوله معه. وأدى الانتعاش الجزئي للثقة الاقتصادية إلى استقرار البيزو الكوبي عند مستوى ٢٣-٢٥ بيزو كوبي للبيزو الكوبي القابل للتحويل أو الدولار الأمريكي، مما أدى في النهاية إلى تثبيت أسعار الصرف بحيث أصبح الدولار الأمريكي = ١ كوك = ٢٥ كوب، وهو سعر كان متاحًا للجمهور خلال الفترة ٢٠٠٤-٢٠٠٥، ثم خلال الفترة ٢٠١١-٢٠٢٠ من خلال مكاتب الصرافة ( Cases de Cambio ، أو مكتب الصرافة ؛ حيث طُبق سعر صرف ١.٠٨ دولار أمريكي/بيزو كوبي خلال الفترة ٢٠٠٥-٢٠١١).
في عام 2004، حل كوك محل الدولار الأمريكي كعملة قانونية.  : الثالث عشر كان سعر صرف كوك مرتبطًا بالدولار.  : الثالث عشر من عام 2004 إلى عام 2020، طُبِّقَت عقوبة أو ضريبة بنسبة 10% عند تغيير الدولار الأمريكي إلى كوك، والتي يمكن تجنبها عن طريق استبدال العملات الأخرى بالكاديكا.
ومع ذلك، فإن إحياء الاستقرار الاقتصادي بعد الفترة الخاصة ‏ منذ عام 2000 جعل من الممكن أيضاً إحياء سمات الاقتصاد الاشتراكي المخطط، الذي تضمن توزيع السلع المدعومة على الجمهور، بدعم من نظام أسعار الصرف المرتبطة بشكل مصطنع؛ على سبيل المثال:
- حصلت الشركات المملوكة للدولة على النقد الأجنبي وأنفقته بالسعر "الرسمي" الاصطناعي أو المدعوم وهو 1 دولار أمريكي = 1 كوك= 1 كوب.
- وبدوره، أتاح هذا بيع السلع المقننة للجمهور الذي يتقاضى رواتب في حدود 500 كوب شهرياً (أي ما يعادل 20 دولاراً أميركياً فقط بسعر الصرف النقدي، ولكن كان بإمكانه شراء ما يصل إلى 500 دولار أميركي من السلع المقننة المستوردة، إذا كانت متاحة).
- علاوة على ذلك، حددت الحكومة أيضًا أسعار صرف مختلفة للمؤسسات المختلفة (على سبيل المثال 10 كوب/كوك لمنطقة التنمية الخاصة في مارييل  [لغات أخرى]‏ ).

- كان موظفو الدولة الكوبية يتقاضون رواتبهم الأساسية بالكوب، بالإضافة إلى المكافآت القائمة على الأداء بالكوك.

ومن بين آثار هذا النظام المعقد من أسعار الصرف والدعم ما يلي:
- وقد حُرِمَت الشركات الحكومية من الحصول على النقد الأجنبي، ولكن حُفِّزَ الناس على الإنفاق على السلع المستوردة المدعومة.
- لم يكن للبيزو الكوبي (CUC) دعمٌ قويٌّ في العملات القابلة للتحويل، إذ يُمكن طباعته بسهولة لدفع رواتب الشركات الحكومية وموظفيها. ولذلك، لم يُتداول البيزو الكوبي (CUC) ولا البيزو الكوبي القابل للتحويل (CUP) دوليًا، ويُحظر استيرادهما وتصديرهما، لذا لم يكن من الممكن شراؤهما مُسبقًا خارج كوبا. [2]
- وُصِف الاقتصاد الكوبي بأنه "مزدوج المسار"، حيث لا يكسب أغلب المواطنين سوى الكوب ويعتمدون على السلع المدعومة من مخازن التموين، بينما تكسب أقلية رواتب أكبر بكثير بالكوك والعملات الأجنبية من خلال تقديم الخدمات للسياح.
- كانت المتاجر والخدمات أيضًا "مزدوجة المسار"، حيث كانت السلع المقننة تُباع بالكوب، والسلع المستوردة أو غير الأساسية تُباع بالكوك، وكانت المواقع التي تستهدف السياح الأجانب تفرض أسعارًا بالكوك أعلى بكثير من أسعار الكوب التي يدفعها الكوبيون. [3]
- لقد خلق النظام الذي كانت فيه قيمة الدولار الأميركي 1 كوب، أو 10 كوب، أو 25 كوب فرصاً كبيرة للتحكيم والبحث عن الريع وحوافز لاستغلال النظام لتحقيق أرباح غير مشروعة.

لطالما كان هذا النظام المعقد لأسعار الصرف والأسواق متعددة المسارات، وما نتج عنه من تفاوتات واستغلال للثروات، مصدر إحباط لدى البيروقراطيين الحكوميين والجمهور الساخط على حد سواء. في أكتوبر/تشرين الأول 2013، أعلنت الحكومة عن نيتها إلغاء نظام سعر الصرف المتعدد هذا والتخلص التدريجي من عملة الكوك. وبينما كانت الاستعدادات التفصيلية والقواعد الجديدة جارية، بدأت العديد من الشركات بقبول كل من الكوب والكوك بسعر صرف 1 كوك= 25 كوكب، وطُرحت أوراق نقدية أعلى قيمة من فئات 200، و500، و1000. إلا أن المخاوف من تداعياته المالية على الشركات الحكومية أخرت تطبيق "اليوم صفر" للتوحيد النقدي لعدة سنوات، حتى نضوب احتياطيات النقد الأجنبي في عام 2020 بسبب غياب السياح خلال فترة الإغلاق بسبب جائحة كوفيد-19 ، مما جعل بيع المزيد من الدولارات والسلع المدعومة أمرًا بعيد المنال بالنسبة للدولة.

### التوحيد النقدي، 2021
في 10 ديسمبر 2020، أُعلن أن "اليوم صفر" للتوحيد النقدي سيحدث في 1 يناير 2021، مع تطبيق سعر صرف رسمي واحد قدره 24 كوب/دولار أمريكي على الشركات الحكومية والأفراد على حد سواء، مع إيقاف العمل بالبيزو الكوبي القابل للتحويل واستبداله بسعر 24 كوب/كوك حتى نهاية عام 2021.   في حين وُصف من الناحية الفنية بأنه خفض لقيمة 1 كوب/دولار أمريكي الرسمي المستخدم في دفاتر الحكومة والأعمال التجارية الحكومية، إلا أنه بالنسبة للعامة كان يُنظر إليه على أنه مجرد شركات حكومية تلحق بحقيقة 24 كوب/دولار أمريكي التي كانت موجودة دائمًا في القطاع الخاص. 

### تضخم اقتصادي
خلال عام ٢٠٢١، وبسبب نقص العملات الأجنبية، أصبح من الصعب، بل من المستحيل، على الأفراد والشركات استبدال الكوبالت بالعملة الصعبة بسعر الصرف الرسمي البالغ ٢٤ كوب/دولار أمريكي. أدى الطلب على العملة الصعبة إلى نشوء سوق سوداء لصرف العملات، حيث بلغ سعر الدولار الأمريكي حوالي ١٠٠ كوب بحلول يناير ٢٠٢٢.  وصل سعر الدولار الأمريكي إلى ٢٠٠ كوب لأول مرة في أكتوبر ٢٠٢٢، و٣٠٠ كوب في فبراير ٢٠٢٤. 

## عملات معدنية

### قبل عام 1959
في عامي ١٨٩٧ و١٨٩٨، أصدرت القوى الثورية عملة البيزو سعيًا للاستقلال.  وفي عام ١٩١٥، طُرحت عملات من النحاس والنيكل من فئات ١، و٢، و٥ سنتافو، وعملات فضية من فئات ١٠، و٢٠، و٤٠ سنتافو و١ بيزو، وعملات ذهبية من فئات ١، و٢، و٤، و٥، و١٠، و٢٠ بيزو. صمم هذه العملات تشارلز إي. باربر، الذي صمم أيضًا عملات باربر من فئة العشرة سنتات، والربع دولار، ونصف الدولار للولايات المتحدة. سُكّت هذه العملات في دار سك العملة الأمريكية في فيلادلفيا. لم تُنتج العملات الذهبية و2 سنتافو بعد عام 1916، مع توقف إنتاج تصميم النجمة الكبيرة 1 بيزو في عام 1934. أُصدِرَ بيزو فضي جديد يظهر امرأة تمثل الجمهورية الكوبية تحت نجمة ("بيزو ABC ") من عام 1934 إلى عام 1939.  وأخيرًا، تم إنتاج بيزو تذكاري مئوي لخوسيه مارتي (سُكَّ أيضًا بفئات 50، و25، و1 سنتافو) في عام 1953.
صدرت عملات نحاسية من فئة سنتافو واحد وخمسة سنتافو عام ١٩٤٣، وأخرى من النيكل النحاسي بين عامي ١٩١٥ و١٩٥٨. وابتداءً من عام ١٩١٥، سُكّت عملات من فئات سنتافو اثنين وخمسة وعشرة وعشرون وأربعين سنتافو بين الحين والآخر. أُنتجت آخر عملات من فئات سنتافو العشرة وعشرون وأربعين سنتافو عام ١٩٥٢؛ وكانت إصدارات تذكارية للاحتفال بالذكرى الخمسين للجمهورية. وكما ذُكر سابقًا، صدرت أيضًا عملات فضية تذكارية من فئة سنتافو اثنين وخمسين وخمسين سنتافو عام ١٩٥٣. وكانت هذه آخر عملات فضية تُطرح للتداول. أما آخر عملة أمريكية فكانت عملة الخمسة سنتافو الصادرة عام ١٩٦١. 

### بعد عام 1959
في عام ١٩٦٢، طُرحت عملات نحاسية-نيكلية من فئة ٢٠ و٤٠ سنتافو، تلتها عملات ألمنيوم من فئة ١ و٥ سنتافو في عام ١٩٦٣. في عام ١٩٦٩، طُرحت عملات ألمنيوم من فئة ٢٠ سنتافو، ثم سنتافو ألمنيوم من فئة ٢، ثم بيزو نحاسي من فئة ١ في عام ١٩٨٣. في عام ١٩٩٠، طُرحت عملات نحاسية-نيكلية من فئة ٣ بيزو، تلتها عملات فولاذية مطلية بالنحاس من فئة ١ بيزو، وعملات فولاذية مطلية بالنيكل من فئة ٣ بيزو في عام ١٩٩٢. سُحبت عملات الـ ٤٠ سنتافو من التداول في يوليو ٢٠٠٤ تقريبًا، ولم تعد تُقبل كوسيلة دفع. في عام 2017، قدم بنك كوبا المركزي عملة معدنية ثنائية المعدن من فئة 5 بيزو (الفرق هو الفئة والتكوين (مع حلقة من النحاس والنيكل وقابس مركزي من النحاس). العملات المتداولة حاليًا هي 5 و20 سنتافو و1، و3، و5 بيزو؛ نادرًا ما تُرى عملات 1 و2 سنتافو (بسبب قيمتها الضئيلة) ولكنها لا تزال صالحة.

### عملات الزوار، 1981-1989
بين عامي 1988 و1989، أصدر المعهد الوطني للسياحة ( Instituto Nacional de Turismo INTUR ) "عملات الزوار" لاستخدام السياح. في عام ١٩٨١، طُرحت عملات من النحاس والنيكل بفئات ٥، و١٠، و٢٥، و٥٠ سنتافو، و١ بيزو، تلتها في عام ١٩٨٨ عملات من الألومنيوم بفئات ١، و٥، و١٠، و٢٥، و٥٠ سنتافو. أُلغيت عملات INTUR في ١٥ أكتوبر ٢٠٠١. واُستُبدِلَت بالبيزو القابل للتحويل (CUC).

### عملات كوك، 1994-2020
كان البيزو القابل للتحويل يُقسّم أيضًا إلى 100 سنتافو. في عام 1994، طُرحت عملات معدنية من فئات 5، و10، و25، و50 سنتافو، بالإضافة إلى بيزو واحد من الفولاذ المطلي بالنيكل. طُرحت عملة 5 بيزو ثنائية المعدن النادرة في عام 1999، تلتها عملة 1 سنتافو في عام 2000. وتداولت عملات كوك هذه مع عملات كوب، حيث تميز كلا النوعين من العملات باختلاف لونهما (معظمهما من الفولاذ المطلي بالنيكل لعملات كوك، مقابل الألومنيوم أو النحاس لعملات كوب)، بالإضافة إلى الشكل المثمن الظاهر في الحافة الخارجية المستديرة لجميع عملات كوك.

## الأوراق النقدية

### قبل عام 1959
تحت الإدارة الإسبانية، بانكو إسبانيول دي لا هابانا قدمت كوبا أول إصدار للأوراق النقدية في عام 1857 بفئات 50، و100، و300، و500، و1000 دولار.  قُدِّمَت فئة 25 بيزو في عام 1867،  وفئتي 5 و10 بيزو في عام 1869.  خلال حرب السنوات العشر، أُصدِرَت أوراق نقدية مؤرخة عام 1869 باسم جمهورية كوبا بفئات 50 سنتافو، و1، و5، و10، و50، و500، و1000 بيزو.
في عام ١٨٧٢، طُرحت أوراق نقدية من فئات ٥، و١٠، و٢٥، و٥٠ سنتًا، و١ و٣ بيزو من قِبَل بانكو إسبانيول دي لا هافانا.  وفي عام ١٨٩١، أصدرت وزارة الخزانة أوراقًا نقدية من فئات ٥ و١٠ و٢٠ و٥٠ و١٠٠ و٢٠٠ بيزو. وفي عام ١٨٩٦، غُيّر اسم البنك إلى Banco Español de la Isla de Cuba ، وأصدرت أوراقًا نقدية من فئات 5 و50 سنتافو  و1، و5، و10، و50، و100، و500، و1000 بيزو، تلاها 10 و20 سنتافو في عام 1897. 

في عام 1905، أُنشِئَ البنك الوطني الكوبي ( Banco Nacional de Cuba ) أصدرت أوراقًا نقدية من فئات 1، و2، و5، و50 بيزو. ومع ذلك، لم تُصدر أوراق النقد لعام 1905 (المصدر: كتالوج بيك). في عام 1934، قدمت الحكومة شهادات الفضة ( certificados de plata) في فئات 1، و5، و10، و20، و50 بيزو، تلاها 100 بيزو في عام 1936، و 500، و 1000 بيزو في عام 1944.

### شهادات فضية
خلال النصف الثاني من عام ١٩٣٣، أصدرت كوبا سلسلة من القوانين لإصدار شهادات الفضة (Certificado De Plata). صُممت ونقشت وطبعت شهادات الفضة الكوبية ‏ من قِبل مكتب النقش والطباعة التابع لوزارة الخزانة الأمريكية بين عامي ١٩٣٤ و١٩٤٩، وجرى تداولها في كوبا بين عامي ١٩٣٥ وأوائل خمسينيات القرن العشرين. حملت السلاسل الثماني من الأوراق النقدية تواريخ ١٩٣٤، و١٩٣٦، و١٩٣٦أ، و١٩٣٨، و١٩٤٣، و١٩٤٥، و١٩٤٨، و١٩٤٩، وتراوحت فئاتها بين بيزو واحد و١٠٠ بيزو. وكان ممثل كوبي متواجدًا في واشنطن العاصمة للتشاور والموافقة على التصاميم.

### بانكو ناسيونال دي كوبا (بنك كوبا الوطني)
في عام 1949، استأنف البنك الوطني الكوبي إنتاج النقود الورقية، حيث قدم أوراق نقدية من فئات 1، و5، و10، و20 بيزو في ذلك العام، تلاها أوراق نقدية من فئات 50، و100، و500، و1000، و10000 بيزو في عام 1950. ولم تستمر الفئات التي تزيد عن 100 بيزو في العمل.
مع إدخال الاقتصاد الاشتراكي المخطط ، ألغى البنك الوطني جميع الأوراق النقدية السابقة في 7 أغسطس 1961، واستبدلها بأوراق نقدية جديدة تم طباعتها في تشيكوسلوفاكيا : أُعلِنَ عن التغيير في 4 أغسطس، ولم يُسمح إلا للمقيمين في كوبا بتبادل مبالغ صغيرة في 6 و7 أغسطس.  تم تقديم ورقة نقدية بقيمة ثلاثة بيزو في عام 1983.بانكو سنترال دي كوبا (البنك المركزي الكوبي)
في عام ١٩٩٧، نُقلت مهام البنك الوطني، كبنك مركزي، بما في ذلك إصدار الأوراق النقدية والعملات المعدنية، إلى كيان حديث التأسيس، وهو البنك المركزي الكوبي. ويُعدّ هذا البنك المركز الاقتصادي الكوبي.أُلغيت الأوراق النقدية الصادرة عام ١٩٦١ في ١ مايو ٢٠٠٢.  أُعيد طرح أوراق ٢٠٠، و٥٠٠، و١٠٠٠ بيزو في عام ٢٠١٥. الأوراق النقدية المتداولة حاليًا هي ١، و٣، و٥، و١٠، و٢٠، و٥٠، و١٠٠، و٢٠٠، و٥٠٠، و١٠٠٠ بيزو. هذه السلسلة من الأوراق النقدية هي العملة الوحيدة الصالحة للاستخدام بعد توحيد العملة في عام ٢٠٢١، عندما أُلغي البيزو القابل للتحويل.
الأوراق النقدية من البيزو الكوبي (الإصدارات الحالية):
| قيمة      | الوجه الأمامي             | الوجه الخلفي                                                                             |
| --------- | ------------------------- | ---------------------------------------------------------------------------------------- |
| 1 بيزو    | خوسيه مارتي               | فيدل كاسترو ورجاله يدخلون هافانا، (8 يناير 1959)                                         |
| 3 بيزو    | إرنستو جيفارا ("تشي")     | "تشي" جيفارا يقطع قصب السكر                                                              |
| 5 بيزو    | أنطونيو ماسيو             | مؤتمر بين أنطونيو ماسيو والجنرال الإسباني أ. مارتينيز كامبوس في مانجوس دي باراجوا (1878) |
| 10 بيزو   | ماكسيمو غوميز             | "حرب الشعب"                                                                              |
| 20 بيزو   | كاميلو سيينفويغوس         | حصاد الموز والعمل الميداني ("تطوير الزراعة")                                             |
| 50 بيزو   | كاليكستو غارسيا إينيغيز   | المركز الوراثي والتكنولوجي الحيوي                                                        |
| 100 بيزو  | كارلوس مانويل دي سيسبيديس | المنبر المناهض للإمبريالية "خوسيه مارتي" ‏ ، هافانا                                       |
| 200 بيزو  | فرانك بايس                | كوارتيل مونكادا ، سانتياغو دي كوبا                                                       |
| 500 بيزو  | إغناسيو أغرامونتي ‏        | Asamblea Constituyente ( الجمعية التأسيسية )، غويمارو                                    |
| 1000 بيزو | خوليو أنطونيو ميلا ‏       | جامعة هافانا                                                                             |

### شهادات الصرف الأجنبي، 1985
في عام ١٩٨٥، أصدر البنك الوطني الكوبي شهادات صرف أجنبي ‏ بفئات ١، و٣، و٥، و١٠، و٢٠، و٥٠، و١٠٠ بيزو (لا تعادل البيزو الكوبي). بعد عام ١٩٩٤، استُبدلت هذه الشهادات بالبيزو الكوبي القابل للتحويل.

### أوراق كوك نقدية، 1994-2020
من عام ١٩٩٤ إلى عام ٢٠٢٠، أصدر البنك الوطني الكوبي والبنك المركزي الكوبي أوراقًا نقدية من البيزو الكوبي القابل للتحويل(CUC) بفئات ١، و٣، و٥، و١٠، و٢٠، و٥٠، و١٠٠ بيزو. وقد تم تداول هذه الأوراق النقدية من الكوك مع أوراق الكوب، ولكن على الرغم من فارق القيمة الكبير بينهما (٢٥:١)، إلا أن ما يميزها هو أن أوراق الكوك تحمل صورًا تذكارية، بينما تحمل أوراق الكوب صورًا شخصية.

## أسعار الصرف
تُنشر أسعار الصرف للبنوك التجارية على صفحتها على الفيسبوك من قبل البنك الكوبي، بانكو ميتروبوليتانو. 

## سعر الصرف CUP الحالي
| من Yahoo! Finance: | AUD CAD CHF EUR GBP HKD JPY USD EUR JPY USD |
| من XE.com:         | AUD CAD CHF EUR GBP HKD JPY USD EUR JPY USD |
| من Investing.com:  | AUD CAD CHF EUR GBP HKD JPY USD EUR JPY USD |
| منOANDA.com:       | AUD CAD CHF EUR GBP HKD JPY USD EUR JPY USD |